# II. Alexiosz trapezunti császár
II. Alexiosz (görögül: Αλέξιος Β΄ Μέγας), (1283 augusztusa – 1330. május 3.) Nagy Komnénosz, trapezunti császár 1297-től haláláig.

## Élete
II. Jóannész fia, II. Andronikosz bizánci császár unokaöccse.
János halálakor úgy tűnt, hogy a Trapezunti Császárság végleg bizánci befolyás alá kerül. Alexiosz édesanyját, Eudokiát és öccsét, Mihályt ugyanis János akarata szerint Konstantinápolyba, II. Andronikosz védnöksége alá helyezték, és a fiatal II. Alexiosz is Andronikosz császár gyámsága alá került. Ez sem az időközben trapezunti honleánnyá váló Eudokia özvegy császárnénak, sem Alexiosznak, akik mindketten összefogtak a bizánci császár ellen, aki egy udvari méltóság lányához akarta adni a kis ország uralkodóját, hogy még szorosabbá tegye az ellenőrzést.
II. Andronikosz bizánci császár tudtán kívül Alexiosz feleségül vett egy kaukázusi hercegnőt, Dzsakeli Dzsiadzsak szamchei (meszheti) hercegnőt, I. Beka szamchei herceg lányát. A bizánci császár hiába hivatkozott arra, hogy ő Alexiosz gyámja, és hiába kérte az egyháziak segítségét. Miután a pártiárka és a szinódus is megtagadta a házasság felbontását, Andronikosz vereséget szenvedett. II. Andronikosz húga, Eudokia trapezunti császárné 1301-ben visszatért Trapezuntba, ahol a következő évben elhunyt.
1302-ben II. Alexiosz nekigyűrkőzött, hogy lerázza magáról a török függést. Még abban az évben tönkreverte a birodalma második legnagyobb városát, Kerazuntot ostromló török hadakat, vezérüket pedig fogságba ejtette.
A genovaiak helyzete jóval bonyolultabb volt, hiszen már a 13. század közepén letelepedtek a Fekete-tenger mellékén, ahol kereskedelemmel foglalkoztak. Konstantinápoly melletti telepük, Galata 1261-ben császári mentességeket nyert VIII. Mihálytól. A Trapezunt melletti Daphnousz külváros lakói hasonló mentességeket követeltek, ám Alexiosz nem volt hajlandó ilyesmit adni nekik, így egyre erőszakosabbá váltak. A konfliktus fegyveres harccá fajult 1306-ban, amikor a testületileg távozni óhajtó, de vámot kifizetni nem akaró genovaiakra rátámadt a császári katonaság. Az eset hírére a genovaiak felgyújtották Daphnouszt, ám a tűzvészben 12 áruval megrakott hajójuk is odaveszett. A két fél végül kiegyezett 1314-ben, de a viták csak nem csitultak. 1316-ban a léha Alexiosz egyik kegyence annyira megsértett egy Megollo Lercari nevezetű genovait, hogy az hazatérve flottát szerzett, amivel végigdúlta Trapezunt partjait. Végül a bocsánatkérés mellett elérte, hogy a genovaiak némi kártérítés fejében elfoglalhassák maguknak a kikötő egy részét, saját fürdőt és konzulátust hozhassanak létre, és egy erődítményt is kaptak a tengerparton.
1319-ben Alexiosz a velenceiekkel is szerződést kötött, telepeket biztosítva számukra. Ugyanebben az évben a szinopei muszlim kalózok felgyújtották Trapezunt legszebb városrészeit, 1323-ban pedig genovai gályákat prédáltak fel. A tőlük való félelem diktálta, hogy Alexiosz új falat emeltetett a nyugati külvárosok védelmére.
1329-ben XXII. János pápa levélben kérte Alexioszt, hogy térjen a római katolikus egyház hűségére, azonban erre már nem volt mód: 1330-ban Alexiosz elhunyt. Hatalmas temetési ünnepséget rendeztek a számára, érdemeit pedig az országalapító I. Alexioszéihoz hasonlították.